# Steenbrugge (bier)
Steenbrugge is een Belgisch abdijbier van hoge gisting. Het bier wordt sinds 2004 gebrouwen door Brouwerij Palm uit Steenhuffel. Het is genoemd naar de wijk Steenbrugge in Assebroek, een deelgemeente van de stad Brugge. De kruidige toets in de smaak van het bier komt van het kruidenmengsel gruut. Het draagt het label Erkend Belgisch Abdijbier.

## Geschiedenis
Het bier werd oorspronkelijk door de broeders van de benedictijner Sint-Pietersabdij te Steenbrugge zelf als tafelbier voor eigen gebruik gebrouwen tussen 1914 en 1943. De patersbrouwerij was gelegen buiten de kloostergebouwen. De opeising van de koperen ketels door de Duitsers bracht hieraan een einde. De paters maakten alleen nog fruitwijnen. De biertraditie werd in 1958 terug opgenomen door brouwingenieur Broes van de coöperatieve brouwerij Du Lac. De productie werd echter bruusk gestopt bij de overname van Du Lac door Brouwerij Leopold uit Brussel, die het patersbier toen liet brouwen door de opgeslorpte Brouwerij Lootvoet uit Overijse. Voor het eerst werd dit patersbier gebrouwen buiten de stad.
Vanaf 1972 was het Brouwerij Costenoble uit Esen (Diksmuide) die het brouwen van het Steenbrugse patersbier op zich nam. Pas in 1980 bracht een overeenkomst tussen Brouwerij 't Hamerken en de paters benedictijnen het bier terug naar Brugge. Maar in 1982 werd het handelsfonds van 't Hamerken door Brouwerij Haacht overgenomen en de laatste grote brouwerij uit Brugge dreigde te verdwijnen. Toon Denooze van De Hopduvel uit Gent bleef in 1982 de brouwketels echter warm houden door er het bier Stropken te brouwen.
In 1983 werd op de plaats van 't Hamerken de nieuwe brouwerij De Gouden Boom gesticht. Deze hervatte onder andere de traditie van het patersbier van Steenbrugge. De dubbele bruine kreeg zelfs het gezelschap van een blonde tripel. Sint Arnoldus, patroon der brouwers en stichter van de Sint-Pietersabdij van Oudenburg en Steenbrugge siert de etiketten van dit Brugse abdijbier.
In 2003 werd Brouwerij De Gouden Boom volledig overgenomen door Brouwerij Palm in Steenhuffel, die zich sindsdien Palm Breweries noemt. In 2004 werd de bierproductie in Brugge overgeheveld naar Brouwerij Palm. Palm voegde nog een blonde en witte variant toe aan het Steenbrugge-gamma.

## Varianten
- Steenbrugge Blond, donkerblond bier met een alcoholpercentage van 6,5%
- Steenbrugge Dubbel Bruin, robijnrood bier met een alcoholpercentage van 6,5%
- Steenbrugge Tripel, goudblond bier met een alcoholpercentage van 8,5%
- Steenbrugge Wit, lichtblond bier met een alcoholpercentage van 5%
- Steenbrugge Lentebock, blond bier met een alcoholpercentage van 6,5%
- Steenbrugge Abdij Bock, donker bier met een alcoholpercentage van 6,5%
- Steenbrugge Quadrupel, donker bier met een alcoholpercentage van 10%

### Sint-Pietersabdij
Sint-Pietersabdij was een etiketbier van Steenbrugge. Vanaf 1997 werd dit bier op de markt gebracht voor de Belgische warenhuisketen GB (later overgenomen door Carrefour). In overleg met de paters van Steenbrugge deponeerde brouwerij De Gouden Boom deze merknaam, verwijzend naar de abdij Van Oudenburg, waarvan Steenbrugge de kerkrechtelijke opvolger is. Wanneer de groep Palm Breweries in 2003 de brouwerij overnam, besliste men dit bier niet meer te brouwen.

## Prijzen
- World Beer Cup 2012 Bronzen medaille voor Steenbrugge Tripel in de categorie Belgian-Style Tripel.